# Jerk
Jerk – drugi album zespołu hHead wydany w 1994 za pośrednictwem IRS Records. 
Koszty nagrania i produkcji albumu zostały pokryte ze środków wygranych w konkursie organizowanym przez CFNY. Zdaniem krytyków dźwięk na Jerk jest "ładniejszy, bardziej ugładzony", niż na Fireman. Styl na albumie ewoluował z garażowego, niedopracowanego (spotykanego na Fireman) do zmodulowanego, profesjonalnego na Jerk. 
Album został wydany na kasecie i na płycie CD. Nakręcono teledyski do utworów "Answers" i "Happy". Dostępne jest nagranie na żywo utworu "Answers".

## Spis utworów
1. "Remedial" – 3:25
2. "Answers" – 3:52
3. "Happy" – 5:18
4. "University" – 3:22
5. "Gipped" – 5:19
6. "Jerk" – 4:00
7. "Love" – 4:05
8. "She's" – 4:38
9. "Better" – 4:30
10. "Stillborn" – 4:41
11. "Will" – 5:26
12. "Pimp" – 5:24
13. "Stain" – 5:09

## Skład
- Noah Mintz – gitara, śpiew
- Brendan Canning – gitara basowa, wokal wspierający
- Mark Bartkiw – perkusja
- Dave Ogilvie – producent, inżynier dźwięku, mastering
- Lewis Dimitri – asystent inżyniera
- Aubry Mintz – logo zespołu hHead
- Allison Leach – projekt okładki